# Louis Eugène Roy
Louis Eugène Roy, född 1861, död 27 oktober 1939, var president på Haiti 15 maj 1930 – 18 november 1930.